# Loeches
Loeches è un comune spagnolo di 8 860 abitanti (2021) situato nella comunità autonoma di Madrid.